# علی شیر تپه
علی شیر تپه مربوط به عصر آهن - دوره اشکانیان است و در شهرستان کنگاور، بخش مرکزی، روستای کارخانه واقع شده و این اثر در تاریخ ۱۰ دی ۱۳۸۱ با شمارهٔ ثبت ۷۰۰۷ به‌عنوان یکی از آثار ملی ایران به ثبت رسیده است.